# Blechnum puberulum
Blechnum puberulum är en kambräkenväxtart som först beskrevs av Sod., och fick sitt nu gällande namn av A. Rojas. Blechnum puberulum ingår i släktet Blechnum och familjen Blechnaceae. Inga underarter finns listade.